# Little Criminals
Little Criminals è il sesto album di Randy Newman, pubblicato dalla Warner Bros. Records nel settembre del 1977.

## Tracce
Brani composti, arrangiati e condotti da Randy Newman.
Lato A
1. Short People – 2:54
2. You Can't Fool the Fat Man – 2:44
3. Little Criminals – 3:04
4. Texas Girl at the Funeral of Her Father – 2:40
5. Jolly Coppers on Parade – 3:46
6. In Germany Before the War – 3:39

Durata totale: 18:47
Lato B
1. Sigmund Freud's Impersonation of Albert Einstein in America – 3:02
2. Baltimore – 4:02
3. I'll Be Home – 2:47
4. Rider in the Rain – 3:54
5. Kathleen (Catholicism Made Easier) – 3:35
6. Old Man on the Farm – 2:14

Durata totale: 19:34

## Formazione
- Randy Newman - voce, tastiera, pianoforte (in "Old Man on the Farm" e probabilmente in "In Germany Before the War")
- Michael Boddicker - sintetizzatore, programmazione
- Waddy Wachtel - chitarra
- Klaus Voormann - basso
- Jim Keltner - batteria, percussioni
- Joe Walsh - chitarra, slide guitar
- Andy Newmark - batteria
- Milt Holland - percussioni, congas
- Ralph Grierson - pianoforte
- Ry Cooder - mandolino
- Willie Weeks - basso
- Rick Marotta - batteria
- Glenn Frey - chitarra, cori
- Don Henley, J.D. Souther, Timothy B. Schimt - cori